# Suriname-Nederland Kamer van Koophandel
De Suriname-Nederland Kamer van Koophandel is een handelskamer die als doel heeft tussen Suriname en Nederland de ondernemersinfrastructuur te verbeteren en de handel te bevorderen.
De Kamer is gevestigd op de Surinaamse ambassade in Den Haag. Op de vestiging is het mogelijk om in Nederland een bedrijf in Suriname te vestigen. In aanloop naar de oprichting bereidden zich in Nederland vijftien personen voor op een onderneming in Suriname.
De organisatie werd op 9 mei 2018 op de Surinaamse ambassade in Den Haag opgericht. Achter het initiatief staan de Surinaamse ambassade en de Nederlandse organisatie Surinaams-Nederlandse Diaspora Associatie (SuNeDa), die nauwe contacten onderhouden met de Surinaamse Kamer van Koophandel en Fabrieken en het Ministerie van Handel, Industrie en Toerisme. De ondertekenaars waren de directeur van het ministerie, Reina Raveles, en Vijay Gangadin van Diaspora Focal Point; Gangadin is sindsdien voorzitter van de handelskamer. Ad interim-minister Mike Noersalim verrichtte de openingsplechtigheid.
In oktober 2018 werd vanuit de Kamer een Nederlands-Chinese handelsmissie naar Suriname georganiseerd.